# D.O.M.
D.O.M. é um restaurante brasileiro fundado em 1999 especialista em cozinha contemporânea. Localizado na cidade de São Paulo.

## Prêmios
Melhores restaurantes do mundo - Revista Restaurant
- 2011 - 7° lugar [1]
- 2012 - 4° lugar [2]
- 2013 - 6° lugar